# Tournoisis
Tournoisis é uma comuna francesa na região administrativa do Centro, no departamento Loiret. Estende-se por uma área de 15,09 km². Em 2010 a comuna tinha 408 habitantes (densidade: 27 hab./km²).